# Lacrosse az 1904. évi nyári olimpiai játékokon
Az 1904. évi nyári olimpiai játékokon a lacrosse sportágban  három csapat vett részt.

## Éremtáblázat
(A rendező ország csapata eltérő háttérszínnel, az egyes számoszlopok legmagasabb értéke, vagy értékei vastagítással kiemelve.)
| Az 1904. évi nyári olimpiai játékok éremtáblázata lacrosse-ban | Az 1904. évi nyári olimpiai játékok éremtáblázata lacrosse-ban | Az 1904. évi nyári olimpiai játékok éremtáblázata lacrosse-ban | Az 1904. évi nyári olimpiai játékok éremtáblázata lacrosse-ban | Az 1904. évi nyári olimpiai játékok éremtáblázata lacrosse-ban | Olimpia  |
| -------------------------------------------------------------- | -------------------------------------------------------------- | -------------------------------------------------------------- | -------------------------------------------------------------- | -------------------------------------------------------------- | -------- |
|                                                                | Ország                                                         | Arany                                                          | Ezüst                                                          | Bronz                                                          | Összesen |
| 1.                                                             | Kanada (CAN)                                                   | 1                                                              | 0                                                              | 1                                                              | 2        |
|                                                                |                                                                |                                                                |                                                                |                                                                |          |
| 2.                                                             | Egyesült Államok (USA)                                         | 0                                                              | 1                                                              | 0                                                              | 1        |
|                                                                |                                                                |                                                                |                                                                |                                                                |          |
| Összesen                                                       | Összesen                                                       | 1                                                              | 1                                                              | 1                                                              | 3        |

## Érmesek
| Az 1904. évi nyári olimpiai játékok érmesei lacrosse-ban | Az 1904. évi nyári olimpiai játékok érmesei lacrosse-ban | Az 1904. évi nyári olimpiai játékok érmesei lacrosse-ban                                                                                        | Az 1904. évi nyári olimpiai játékok érmesei lacrosse-ban |
| --- | --- | --- | -------------------------------------------------------- |
| Arany | Ezüst | Bronz |                                                          |
| Kanada (CAN) · Shamrock Lacrosse Team | Egyesült Államok (USA) · St, Louis Amateur Athletic Association | Kanada (CAN) · Mohawk Indians |                                                          |
| Eli Blanchard William Brennaugh George Bretz William Burns George Cattanach George Cloutier Sandy Cowan Jack Flett Benjamin Jamieson Stuart Laidlaw Hilliard Lyle Lawrence Pentland | Patrick Crogan J. W. Dowling W. R. Gibson Robert Hunter W. A. Murphy William Partridge George Passmore William T. Passmore W. J. Ross Jack Sullivan Albert Venn A. M. Woods | Black Hawk Black Eagle Almighty Voice Flat Iron Spotted Tail Half Moon Lightfoot Snake Eater Red Jacket Night Hawk Man Afraid Soap Rain in Face |                                                          |

## Eredmények
| 1904. július 2. |  | Egyesült Államok (USA) · St, Louis Amateur Athletic Association | 2 – 2 | Kanada · Mohawk Indians |  |  |
| 1904. július 2. |  |                                                                 |       |                         |  |  |

| 1904. július 7. |  | Kanada (CAN) · Shamrock Lacrosse Team | 8 – 2 | Egyesült Államok · St, Louis Amateur Athletic Association |  |  |
| 1904. július 7. |  |                                       |       |                                                           |  |  |